# ガートルード・ローレンス
ガートルード・ローレンス（英語: Gertrude Lawrence、1898年7月4日 – 1952年9月6日）は、イングランド生まれの女優、歌手、ダンサー。ロンドンのウエスト・エンド、ニューヨークのブロードウェイのミュージカルに出演していたことで知られる。

## 生い立ち
1898年7月4日、イングランドのロンドンにある、現在のサザーク区ニューイントン地区でイングランドとデンマークの流れを汲む家庭に生まれた。出生名についてはガートルード・アリス・ダウマー・クラウズン、アレクサンドラ・ダウマー・ローレンス・クラウズン、ガートルード・アレクサンドラ・ダウマー・クラウズンなど諸説ある。父親はアーサー・ローレンスという芸名のバッソ・プロファンド歌手であった。ローレンス誕生直後、父の飲酒過多により母は家を出た。
1904年8月の休日、継父にサセックスの海岸のボグナーに連れていってもらった。ボグナー滞在中コンサートに行き、ローレンスは母親に促され舞台上で歌ったところ、ソブリン金貨が与えられた。これがローレンスにとって初めて観客の前で歌った経験となった。
1908年、困窮が蓄積し、母はブリクストン劇場のクリスマス・パントマイムでのコーラスの職を得た。歌って踊る子供を募集していることを知り、母はローレンスに立候補させた。この間、母はダンスや演技の基礎を教える教育機関イタリア・コンティについて知り、ローレンスにオーディションを受けさせると才能が認められて無料で入学できることとなった。
ローレンスはイタリア・コンティの『Where the Rainbow Ends 』に出演した。稽古を積み、マックス・ラインハルトの『The Miracle 』ロンドン公演、ベイゾー・ディーン演出の『Fifinella 』リバプール・レパートリー・シアター公演などに出演した。この頃、実の父の芸名から「ローレンス」と名乗る決心をした。ディーンは次のゲアハルト・ハウプトマンの『Hannele 』にローレンスを再度起用し、ローレンスはノエル・カワードと出会った。2人は親しいが時々喧嘩もする友情に発展し、互いの人生にとって最も重要な仕事仲間となった。

## 初期の経歴
『Hannele 』の後、ローレンスはコーラス・ガールと同居している父親と再会した。レヴュー2作品のツアーで共演することになり、これにより父は南アフリカ共和国でのバラエティ・ショーでの1年契約の職を得てローレンスとコーラス・ガールを残して去った。16歳となったローレンスは母と継父のもとには戻らず、ソーホーにあるシアトリカル・ガールズ・クラブに所属した。
次々と様々なツアー・カンパニーに所属し、1916年、著名な興行主のアンドレ・シャーロットにベアトリス・リリーの代役として雇われ、ウエスト・エンドでの公演にコーラスとして出演した。閉幕後のツアー公演ではリリーの役を後継し、その後シャーロットの他の公演で再度主役の代役となり、ダンス演出のフランシス・ゴードン・ハウリーと出会った。20歳年上であったがすぐに結婚し、ローレンスにとって唯一の子である娘パメラが誕生した。結婚生活はうまくいかず、ローレンスはパメラを連れてクラファムに住む母のもとに戻った。別居は続いたが、10年後にようやく離婚した。
1918年、腰痛を発症し、シャーロットから回復のため2週間の休暇を与えられたが、医者からの復職許可の2日前にアイヴァー・ノヴェロの公演開幕日のパーティでシャーロットはローレンスを目撃して解雇した。ローレンスの解雇理由がウエスト・エンドのプロデューサーの間で広まりローレンスは職に就けず、1919年初頭から約2年間、ロンドンの人気ナイトクラブで歌っていた。この頃、ローレンスは近衛騎兵隊のフィリップ・アストリー大尉と出会った。友人、エスコート、最終的に愛人となり、上流社会での着こなしや行動を教えられた。
1927年、ローレンスはウォール街の銀行家バート・テイラーと恋愛関係になりそうな頃、アストリーにプロポーズされたが、舞台活動を引退しイングランドでの田舎暮らしをすることを望まなかったため断った。1931年にアストリーが女優のマデリーン・キャロルと結婚するまで親友であり続けた。ローレンスはようやくゴードン・ハウリーと離婚し、テイラーとの婚約期間は2年間続き、その間互いに自由に過ごしていた。
1920年終盤、ローレンスはミュレイを離れ、人気歌手ウォルター・ウィリアムズのパートナーとしてミュージックホールのツアーで正統な舞台活動に戻った。1921年10月、シャーロットは『A to Z 』で病気のリリーの代役でジャック・ブキャナンの相手役の主役を頼んだ。ローレンスとブキャナンが歌った『ライムハウス・ブルース』はローレンスの代表曲の1つとなった。
1923年、カワードはローレンスのために自身初のミュージカル・レヴュー『London Calling! 』を執筆していた。シャーロットはプロデュースに同意したが、脚本と音楽により熟練した作家および作曲家に担当させた。クラウドが作曲した曲の1つ『Parisian Pierrot 』はローレンスのキャリアを通して相通じるものとなった。
『London Calling! 』の成功により、シャーロットは『André Charlot's London Revue of 1924 』を製作してローレンス、リリー、ブキャナン、コンスタンス・カーペンターと共にブロードウェイで上演した。この公演は大変人気となり、より大きな劇場に移行して上演期間も延長された。閉幕後、北米ツアー公演を行なったが、ローレンスは肺炎と胸膜炎を患い降板し、14週間カナダのオンタリオ州トロントの病院に入院した。
1925年終盤、『Charlot's Revue of 1926 』ブロードウェイ公演にローレンス、リリー、ブキャナンが出演した。『ザ・ニューヨーカー』誌の批評家アレクサンダー・ウールコットはローレンスを「人物描写の方法や技術に優れた理想のスター」と評した。前作同様、ブロードウェイ公演後にツアー公演を行なった。これがローレンスにとってシャーロットとの最後のプロジェクトとなった。1926年11月、ジョージ・ガーシュウィン作曲、アイラ・ガーシュウィン作詞、ガイ・ボルトンおよびP・G・ウッドハウス脚本による『Oh, Kay! 』に出演し、ブロードウェイにおいてアメリカのミュージカルで主演した初のイギリス人女優となった。256回上演ののち、ウエスト・エンドに移行し213回上演した。
1928年、ガーシュウィン兄弟作の『Treasure Girl 』ブロードウェイ公演でクリフトン・ウェッブの相手役として出演することとなり、ローレンスは大ヒットする自信があった。ロングラン公演になることを想定し、娘、家政婦、猫2匹と共にニューヨークのパーク街にあるアパートに転居した。しかし予想に反し、観客はローレンス演じる恋人を騙す強欲な女性を受け入れられず、68回上演後閉幕した。1929年、ローレンスはウッドハウスが脚色したオーストラリアの戯曲『Candle Light 』でレスリー・ハワードの相手役を演じた。1931年、ローレンスはカワード作の演劇『Private Lives 』に出演し、イギリスおよびブロードウェイで上演し大成功をおさめた。

## 舞台での経歴
1936年、カワードは自分とローレンスのために全10場からなる1幕ものの演劇『Tonight at 8:30 』を執筆し上演した。1937年、ローレンスはレイチェル・クロザーズ作の演劇『Susan and God 』に出演し、1939年、サムソン・ラファエルソン作のコメディ『Skylark 』に主演した。ローレンスはブロードウェイで上演する前に試験興行が必要と感じ、マサチューセッツ州デニスにあるケープ・プレイハウスで上演することとなった。試験興行はハーバード大学大学院生リチャード・オルドリッチが出演し、ローレンスと恋仲となった。1940年、ローレンスの誕生日に2人は結婚し、1952年にローレンスが亡くなるまで婚姻は続いた。2人はデニスとマンハッタンのタートル・ベイに居住していた。
1941年6月、ローレンスの娘がニューヨークの医師と結婚した。結婚式はデニスの自宅で行われた。1992年の娘婿の回顧録によると、ローレンスは娘婿と仲が良かったが、1950年に娘と離婚して以降疎遠となった。ローレンスには生前孫は生まれなかった。
1941年、『闇の貴婦人』で再びミュージカルに出演した。当初この作品はモス・ハート演出、クルト・ヴァイル作曲、アイラ・ガーシュウィン作詞によりキャサリン・コーネルのための音楽を使用した演劇作品となる予定であったが、第1幕が完成する頃、この作品はミュージカルに適していると判断し、コーネルでは実力不足であった。その直後ハートはイギリスへの慰問のための資金集めのレヴューのリハーサルをしていたローレンスと会い、精神分析を受ける雑誌編集者のライザ・エリオット役をオファーした。
作品はとても大がかりなものとなり、ローレンスの歌、ダンス、演技の実力が上がった。『ニューヨーク・ヘラルド・トリビューン』紙のリチャード・ワッツは「アメリカの舞台芸術界最高の女優」と記し、『ニューヨーク・タイムズ』紙のブルックス・アトキンソンは「女神」と評した。ローレンスはブロードウェイ公演だけでなく、続く3年間全米ツアー公演に出演した。
数十年後、アイラ・ガーシュウィンは作曲史家シャイラ・デイヴィスに、ローレンスが『闇の貴婦人』の使用楽曲『My Ship 』の歌詞を洗練させるのにいかに寄与したかを語った。リハーサル中、デイヴィスは「ローレンスは突然曲の途中で歌うのをやめ、オーケストラの所で見ていたガーシュウィンを呼んだ。「なぜライザは「4年も(four years)待つことができた」と言うの？5年や6年ではなく」と言った。「歌詞は「何年も(for years)待つことができた」だったのだけれども。真面目なガーシュウィンは曖昧さを避けるためすぐに「何年も(the years)」に変更した」と記した。
1945年、ジョージ・バーナード・ショー作『ピグマリオン』再演にてヘンリー・ヒギンズ役のレイモンド・マッセイの相手役であるイライザ・ドゥーリトル役を演じた。当初ショーはローレンスがイライザ役を演じることに反対していた。ブロードウェイ公演後、1947年5月まで北米ツアー公演を行なった。

## 自伝
1945年、自伝『A Star Danced 』が出版された。長年の友人であるカワードは、事実をそのまま書くのではなくロマンチックに仕上げるようアドバイスした。ローレンスは自分1人で書いたと主張していたが、ビジネス・マネージャーで弁護士のファニー・ホルツマンがほとんど書いたとされる。ローレンスは本のプロモーションで全米各地をまわった。当時このようなプロモーションを行なったのはローレンスが初めてであった。

## 第二次世界大戦
第二次世界大戦中、2番目の夫リチャード・オルドリッチはアメリカ海軍中尉となり、その間ローレンスはイギリスの慰問団長からいつでもイギリス軍を訪問してよいと言われていた。ローレンスにとってデニスからイギリスへ向かうのは非常に大変であった。当時オルドリッチは海外にいた。自伝の中でローレンスは「数週間我慢して待ったが、ワシントンとロンドンのこのような問題を担当する部署にしつこいぐらいに矢継ぎ早に電報や電話をしたら効果があった。ようやく4年間待ちに待ったイングランドで慰問団に参加する許可がおりた」と記した。
ローレンスの弁護士はワシントンD.C.からロンドン近くの空港まで、給油2回を含む36時間のフライトにブリティッシュ・エアウェイズのチャーター便を手配した。ローレンスが搭乗すると、アーネスト・ヘミングウェイやベアトリス・リリーを含む何人かの乗客がパスポートを持たずに搭乗していることを知った。女性客はローレンスとリリーのみであった。ロントン近くに到着して数時間後、ローレンスはノルマンディー上陸作戦にたずさわるイギリス軍とアメリカ軍に向けた慰問団に出演した。オルドリッチは海軍の艦隊の一員であった。

1954年、オルドリッチは伝記の中で亡くなった妻について以下のように記した: 
彼女は慰問団と共に戦車揚陸艦（LST)でフランスに航海した。慰問団にはほかにアイヴァー・ノヴェロ、マーガレット・ラザフォード、ダイアナ・ワインヤード、ボビー・アンドリュースなどがいた。彼女の自伝『A Star Danced 』において、彼女はノルマンディの海岸へ上陸し、水も電気もない荒廃した街を通ったことを詳述している。慰問団の公演は映画館やカジノで行われた。
屋根裏での睡眠、不衛生、食糧不足により肉体的に苦痛であった。彼女にとってより苦痛であったのは、私と連絡が取れなかったことである。彼女からは常に手紙が届いていたが、彼女には手紙が全く届かず心配させた。
同年終盤、連合軍は南太平洋でさらなる勝利をおさめ、ローレンスは長時間にわたるフライト、危険な状況での慰問を続けた。オルドリッチの伝記にはウルシー環礁から到着したアンガウル州で戦闘機の横に立つローレンスおよび出演者2人の写真が掲載されている。

## ダフニ・デュ・モーリエとの公私にわたる関係
1948年、ローレンスはダフニ・デュ・モーリエが自分のために執筆された演劇『September Tide 』に主演のためイギリスに戻った。ローレンスの役はコーンウォールの中年女性で、義理の息子であるボヘミアン・アーティストと恋に落ちる。ブロードウェイでローレンスが上演することを考慮して執筆されたが、オルドリッチはイギリス向きであってアメリカ向きではないと考えた。ロンドンのメディアはローレンスの復帰作として注目する中、一般市民は以前のようにスターが舞台に上がることに興味を持てず、ローレンスは第二次世界大戦からの復興がなかなか進まないことに心を痛めていた。ウエスト・エンドでの開幕前、ローレンスの絶頂期を知る年配者の集客を見込めるブラックプール、リーズ、リヴァプール、マンチェスターでツアー公演を行なった。ツアー中、ローレンスは情緒不安定となり、共演者のマイケル・ガフ、ブライアン・フォーブスらと度々衝突していた。1948年12月中旬、ロンドン公演が開幕した。
『パンチ』誌のエリック・キオンはローレンスの復帰について「喜ばしい機会」としたが、公演については「陳腐でローレンスの才能が活かされていない」と記した。1949年7月まで上演し、その後アメリカに戻り、デニスに夫が所有する劇場で1週間この作品を上演した。
1993年、作家で脚本家のマーガレット・フォスターの伝記によると、ローレンスとデュ・モーリエは『September Tide 』ロンドン公演中に親しくなった。1989年にデュ・モーリエが亡くなるまで2人の関係は明かされなかった。フォスターによると、1949年頃、デュ・モーリエはローレンスについて「はっきり言えば、創造力のある人はガートルードと寝るより語り合うことを好むだろう」と語った。
1981年の書籍『Gertrude Lawrence 』において伝記作家のシェリダン・モーリーはデュ・モーリエにインタビューを行なった。デュ・モーリエはローレンスを「シンデレラ」の短縮形「シンダース」と呼んでいた。デュ・モーリエによると、『September Tide 』出演交渉中でもリハーサル中でもローレンスは「ロンドンのアパート」に住んでいた。客用にお湯を沸かすことですらローレンスにとってストレスであった。デュ・モーリエはインタビュー前に自作の『September Tide 』脚本を探したが見つからず、インタビュー時には台詞を全て忘れており、ローレンスの姿かたちも服装も話したことも覚えていないと語った。結局モーリーの伝記にはデュ・モーリエはこれ以上のことは寄与しなかった。

ローレンスの生前、ローレンスとデュ・モーリエの個人的関係は明らかにされなかった。ローレンスが亡くなってから2年後、夫のオルドリッチはベストセラーとなったローレンスの伝記『Gertrude Lawrence as Mrs. A. 』で以下のように記した:
良くも悪くも彼女の性格は度胸、正直さ、大きな心で生まれ持った思いやりにより大目に見られていた。
彼女は自分で気分が変わりやすいことに悩んでいたと思う。分析力よりも直観の才能があった。彼女のことをよく知っている人よりも、彼女は自分のことをよくわかっていたとは思わない。ダフニ・デュ・モーリエほどには。
『September Tide 』イングランド公演の数か月間、ガートルードとダフニは温かな友情をはぐくみ、ガートルードがアメリカに戻ってからも壊れることはなかった。のちにガートルードに招かれダフニはニューヨークを訪れた。その後のダフニのベストセラー小説『Mary Anne 』の主人公は当初ガートルードになる予定であった。

のちにダフニの言葉からロンドン滞在中のガートルードの心の葛藤の全容を解明することができた。ダフニはガートルードには感情的、移り気、軽い自己嫌悪の傾向があったことを語った。ほかのイギリス人の友人たちにはガートルードはイングランドに残りたいと語っていた。

## 『王様と私』

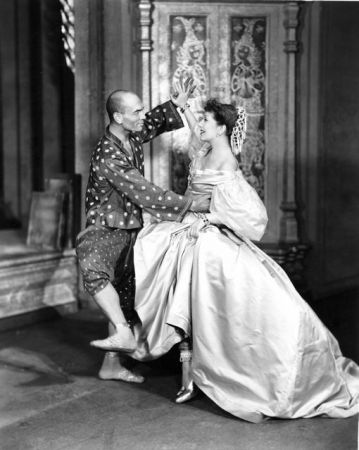
ミュージカル『王様と私』のユル・ブリンナーとガートルード・ローレンス

1950年、ローレンスのビジネス・マネージャーで弁護士のファニー・ホルツマンはローレンスのために新たな作品を探しており、マーガレット・ランドンの代理人であるウィリアム・モリスのエージェンシーからランドン著の『アンナとシャム王』が送られてきた。モリスはこの小説の舞台化にローレンスが最適であると考えたのである。ホルツマンは同意したが、演劇よりミュージカルの方が良い作品になると感じた。ローレンスはコール・ポーターが作曲してくれることを望んだがポーターは乗り気でなく、ホルツマンは小説をリチャード・ロジャースとオスカー・ハマースタイン2世に送った。当初ロジャースはローレンスの声域に限界があり、音程が低めであると感じ反対していた。しかし物語の可能性に気付き、ロジャース&ハマースタインは『王様と私』として製作することに同意した。
1951年3月、ブロードウェイのセント・ジェイムズ劇場で開幕し、ローレンスはトニー賞ミュージカル主演女優賞を受賞した。しかしこの名声は長くは続かなかった。ローレンスの健康状態は急速に悪化し、入院前には度々休演するようになった。1952年9月5日金曜午後、ニューヨーク長老派教会病院で寝たきりとなり、ホルツマンに当時助演扱いであった王様役のユル・ブリンナーの名を劇場のマーキー (看板)にローレンスの名と併記するよう頼んだ。翌9月6日、ローレンスは亡くなった。

## 映画への出演
映画出演歴21年間で、ローレンスが出演した映画は9本のみである。1929年、コール・ポーターが2曲を作曲した『春宵巴里合戦』で映画デビューした。『Treasure Girl 』ブロードウェイ公演が予測に反して早期に閉幕した直後、パラマウント映画はこの映画出演をオファーし、次の舞台作品の予定がなかったローレンスはこれを受け入れたのである。アーサー・トリーチャー、チャールズ・ラグルズと共演したこの映画はクイーンズ区アストリアにあるパラマウントのアストリア・スタジオで撮影された。ローレンスは第一次世界大戦前のパリに住む芸術家でキャバレー歌手となりアメリカ兵と恋に落ちるジョージー役を演じた。メディアでは作品よりもローレンスの歌や衣裳ばかりが取り上げられ、ロバート・フロリー監督は撮影途中で降板させられるところであった。ある批評家は「失敗オペレッタ」と語り、映画は成功しなかった。
1932年、フレデリック・ロンズデール脚本、ハリー・ラフマン監督による映画『Aren't We All? 』、アルフレッド・ヒッチコックプロデュース、ベン・リーヴァイ監督、ジェラルド・デュ・モーリエ共演による映画『Lord Camber's Ladies 』、1933年、ローレンス・オリヴィエ共演の映画『No Funny Business 』に出演した。1935年、『ボエーム』を基にした映画『ラ・ボエーム (1935年の映画)』に出演した。1936年、チャールズ・ロートン、エルザ・ランチェスターと共に映画『描かれた人生』、およびミリアム・ホプキンス、レックス・ハリソンと共に映画『男は神に非ず』に出演した。どちらもアレクサンダー・コルダのプロデュースであった。
アメリカ合衆国の映画では、1950年、『ガラスの動物園 (1950年の映画)』の高圧的な母親であるアマンダ・ウィングフィールド役で最もよく知られている。ちなみにこの役にはベティ・デイヴィスとタルラー・バンクヘッドも候補に挙がっていた。肉襦袢を着て南部アメリカ英語を話さねばならず、友人や批評家たちはなぜローレンスがこの役を引き受けたのか疑問に思っていた。戯曲『ガラスの動物園』を執筆したテネシー・ウィリアムズはローレンスの配役を「酷い誤り」とし、映画が公開されるとウィリアムズは自身の作品の派生作品の中で最悪の作品と語った。『ニューヨーク・タイムズ』紙のボズレー・クラウザーはローレンスのアマンダ役について「バーレスクの熱意あるコメディエンヌが演じる、滑稽なほど誇張した口うるさい女性」で「ホーム・コメディの神経質な母親役の完璧な贋作」と記した。『サタデー・レヴュー』誌のリチャード・グリフィスは「グレタ・ガルボ以来の素晴らしい表現力」と大いに称賛した。

## テレビおよびラジオ
1938年、演劇『Susan and God 』夜公演を1日休演し、NBCにおいて同作品を上演した。当時テレビが登場したばかりで、主な視聴者はバー、ホテル、ニューヨークの公共施設などで視聴していた。100名から200名ほどが視聴したとされる。この時の生放送の模様は1週間後に出版された『ライフ』誌において、生放送で演劇作品を全編上映した最初の作品の1つとして写真が掲載され大きく取り上げられた。1943年、アメリカのラジオ番組の司会を行ない、ゲストとの会話やハリウッドのヒット作などを扱った。1947年、NBCにてジョージ・バーナード・ショーの1913年の戯曲『The Great Catherine 』を上演した。『王様と私』のプロモーションのため、ローレンスはエド・サリヴァン司会の『トースト・オブ・ザ・タウン』においてロジャース&ハマースタインと共に演奏するなど様々なテレビ番組に出演した。また第二次世界大戦前後、BBCラジオのインタビューやバラエティ番組に出演していた。

## 財政難
成人以降、第二次世界大戦時を除き、ローレンスには浪費癖があった。フィリップ・アストリーはローレンスに子供のために£1,000を信託に預けるよう説得したが、ローレンス自身の貯蓄もなかった。バート・テイラーとの婚約中、テイラーがローレンスの資産を管理し、ローレンスの主演作に投資させていたが、『Private Lives 』の出演料は低く、ファッション・デザイナーのハッティ・カーネギーへの1万ドル以上などの借金がかさんでいた。数十もの店舗に口座を開いていたが、クレジットに限度額はなく、請求書についてあまり気にしていなかった。
ついに総額£50以下ではあるがツケのあるロンドンのクリーニング屋2軒から訴えられ、支払い不可能であれば破産することを要求し、ローレンスの財産は破産管財人の監視下となった。1935年2月26日、『デイリー・ミラー』紙はローレンスの資産は£1,879だが、負債は£35,000近くあり、さらにアメリカでの収入に対し内国歳入庁から£10,000が課せられていると報じた。
AP通信によると1935年終盤、ローレンスの住居、車、衣類、宝飾品がロンドン破産裁判所により差し押さえられ、ローレンスはメイド、犬と共に転居せねばならなかった。1935年11月8日、「過度な浪費」として、ナイトクラブの収入から毎週£50、およびその他の収入の25パーセントを返済することとなった。
のちに判明したことであるが、ローレンスはアメリカで税金を納めていなかった。ローレンスの弁護士であるファニー・ホルツマンは、ローレンスがアメリカで働いている間、完済まで毎週150ドルを差し引くよう働きかけた。
生活水準を下げることを好まず、夜に舞台が入っている間も昼間は映画撮影、夜中はキャバレーに出演することを決心した。ローレンスのエージェントの悩みの種は、ローレンスがバッキンガムシャーにカントリー・ハウスおよび農場を購入し、渡米中空き家にしておくことであった。エージェントがローレンスにこの空き家をどうするつもりか尋ねたところ、ローレンスはプールを設置するにはいくらかかるのか逆にエージェントに尋ねたとされる.。

## コロンビア大学
夫のオルドリッチによると、1951年9月上旬、ローレンスはミルトン・スミス教授が学部長を務めるコロンビア大学演劇学部の教員となることを受諾した。具体的にはクラス107で役柄および場面についてを教えることとなった。毎週木曜午後、モーニングサイド・ハイツにあるブレンダー・マシュウズ・シアターで授業が行われた。
ローレンスは初級ではなく上級向けの授業を行なうつもりだと語った。ローレンスはスミス教授と共に生徒全員を選抜にかけた。生徒たちは声、話し方、パントマイムを事前に学んでいた。彼らの多くはすでにラジオやテレビでプロとして出演していた。しかしローレンスは、それ以上にたった1人でも本当の才能を持った生徒を見つけて稽古することができたなら、それだけで価値があると語った、。1951年9月28日、『ニューヨーク・タイムズ』紙は「昨日ローレンスはあがり症のため、コロンビア大学での教員という役をリポーターに公開することを拒んだ」と記した。
1952年春、コロンビア大学で再度授業を行ない、この時は『ニューヨーク・タイムズ』紙のリポーターおよびカメラマンを受け入れた

## 死および葬儀
1952年8月16日土曜日、『王様と私』昼公演終演直後に舞台裏で倒れた。自宅療養を数日続けた後、ニューヨーク長老派教会病院に検査入院することとなった。肝炎と診断され、16階に入院した。1952年、のちに癌専門家として世界的に有名となった元義理の息子であるウィリアム・G・カーハンは以下のように記した:
ローレンスは(カーハンが勤務していた病院の向かいにある)ニューヨーク病院に入院した。医師たちはメディアが肝臓の問題と報じることに疑問を感じ、癌の可能性を考えた。ローレンスの知らぬ所でこれを聞いた夫は私に相談してきた。ローレンスに気付かせないよう、癌の専門家である自分が個人的に会わないよう頼まれたため、同僚たちに会わせた。同僚たちも疑問を持ち、試験開腹することとなった
9月6日土曜日の明け方に手術は行われ、夫のオルドリッチから電話があった。ローレンスは昏睡状態に陥ったのだ。私は病院を訪れてもいいか尋ねた。点滴静脈注射が打たれ、精神刺激薬を接種しているローレンスの周りをインターンが取り囲んでいた。私がローレンスを覗き込むと、ローレンスは目を開いて私を見上げ、「あなたここで何してるの？」というような表情をした。
数分後、ローレンスは亡くなった。
心配と探求心でローレンスの死因が知りたくなり検死に立ち会った。原因不明の肥大した肝臓、胃癌が見つかった。
『ニューヨーク・タイムズ』紙によると、マンハッタンの東55番通りと5番通りの交差点に5,000人が集まり、5番通り長老派教会の葬儀にユル・ブリンナー、コネチカット州知事ジョン・デイヴィス・ロッジ、マレーネ・ディートリヒ、フィル・シルヴァース、ルイーゼ・ライナー、モス・ハートおよび妻キティ・カーライルら1,800人が集まった。ユーロジーにおいて、オスカー・ハマースタイン2世は詩人で小説家のラビンドラナート・タゴールによる死についてのエッセイの一節を引用した。『王様と私』第2幕『シャル・ウィ・ダンス?』のシーンのシャンパン色のドレスを着用し、マサチューセッツ州アプトンにあるレイクビュー墓地のオルドリッチ家の墓に埋葬された。ブロードウェイの劇場において、死を追悼し照明を落とされたのはローレンスが初めてである。

## レガシー
1953年初頭、コロンビア大学において前年に亡くなった教授一覧に含まれ、追悼式および半旗の掲揚が行われた。
1954年終盤から1955年、リチャード・オルドリッチ著の亡き妻ローレンスに関する伝記がベストセラーとなった。マリリン・モンローもニューヨークの書店でこの伝記を購入した。
1981年、シェリダン・モーリーが1950年代から1970年代にかけて執筆したローレンスの伝記を出版し、「突然消えたガートルード・ローレンスの軌跡を最も追った作品。録画で不朽にすることができる以前、ラジオ番組が定期的に録音される以前にローレンスは亡くなった。出演した9本の映画はほとんど平凡で、劇場の観客を魅了したほどの輝きはない」と記した。
1968年、ミュージカル伝記映画『スター!』においてジュリー・アンドリュースがローレンス役を演じた。ローレンスの名もないパフォーマーだった時代からオルドリッチとの結婚までを大まかに基にしている。リチャード・クレンナがオルドリッチ役を演じた。1960年代、実際のオルドリッチはもう芸能界とは関係なかったが、映画ではコンサルタントとして登場する。ダニエル・マッシーがノエル・カワード役を演じた。映画は興行的に失敗した。3年前までアンドリュースは世界で最も出演している映画女優であったが、この映画の失敗により映画界での経歴に傷がついた。
ローレンスにとって1950年の『ガラスの動物園』が興行的に成功した唯一の映画で、アメリカのスタジオで撮影され、出演者全員アメリカ人であった。ジェーン・ワイマンがローラ役、アーサー・ケネディがトム役、カーク・ダグラスがジム役を演じた。監督はイギリス人であったが、撮影した映画は全てアメリカで製作された。1992年までまれにテレビで放映されることもあった。AMCは映画前後にボブ・ドリアンの司会を入れて放映した。ドリアンはこの番組の中でローレンスについての情報を紹介した。
2007年のBBCのテレビ映画『Daphne 』において、ジャネット・マクティアがローレンス役、ジェラルディン・サマーヴィルがダフニ・デュ・モーリエ役、マルコム・シンクレアがノエル・カワード役を演じた。
没後3年後、長女パメラは2番目の夫で彫刻家のロバート・クラットワーシーとの間にベンが誕生した。ローレンスにとって3人の孫のうち最初の孫で、ロサンゼルスを拠点としてテナー・サックス奏者として活動している。他の2人の孫はイギリスに居住している。

## 主な舞台出演作品
- Some (ウエスト・エンド, 1916年)
- Cheep! (ウエスト・エンド, 1917年)
- A to Z (ウエスト・エンド, 1921年)
- London Calling! (ウエスト・エンド, 1923年)
- Andre Charlot's Revue of 1924 (ブロードウェイ, 1924年)
- Charlot Revue (ウエスト・エンド, 1925年)
- Charlot's Revue of 1926 (ブロードウェイ、全米ツアー, 1925年–26年)
- Oh, Kay! (ブロードウェイ, 1926年; ウエスト・エンド, 1927年)
- Treasure Girl (ブロードウェイ, 1928年)
- Candle Light (ブロードウェイ, 1929年)
- The International Review (ブロードウェイ, 1930年)
- Private Lives (ウエスト・エンド, 1930年; ブロードウェイ, 1931年)
- Nymph Errant (ウエスト・エンド, 1933年)
- Tonight at 8:30 (全英ツアー, 1935年; ウエスト・エンド、ブロードウェイ, 1936年; 全米ツアー, 1947年; ブロードウェイ再演, 1948年)
- Susan and God (ブロードウェイ, 1937年; 全米ツアー, 1938年)
- Skylark (全米ツアー、ブロードウェイ, 1939年)
- 闇の貴婦人（英語版） Lady in the Dark (ブロードウェイ, 1941年)
- Errand for Bernice (全米ツアー, 1944年)
- 陽気な幽霊 (戯曲)（英語版） Blithe Spirit (ハワイ, 1945年)
- ピグマリオン Pygmalion (ブロードウェイ, 1945年; 全米ツアー, 1946年)
- September Tide (全英ツアー、ウエスト・エンド, 1948年–49年; ケープコッド, 1949年)
- 王様と私 The King and I (ブロードウェイ, 1951年)

## 映画出演作品
- 春宵巴里合戦（英語版） The Battle of Paris (1929年)
- Aren't We All? (1932年)
- Lord Camber's Ladies (1932年)
- No Funny Business (1932年)
- ラ・ボエーム（英語版） Mimi (1935年)
- 描かれた人生（英語版） Rembrandt (1936年)
- 男は神に非ず（英語版） Men Are Not Gods (1936年)
- ステージドア・キャンティーン Stage Door Canteen (1943年)
- ガラスの動物園（英語版） The Glass Menagerie (1950年)

## ディスコグラフィ
- A Bright Particular Star (デッカ・レコード DL-74940)
- ガーティ（Gertie）オリジナルレコーディング 1927〜1936（CD/2001年）

## ポピュラー・カルチャー
- 1939年、モス・ハート、ジョージ・コフマンによる戯曲『晩餐に来た男（英語版）』の登場人物ロレイン・シェルダンはローレンスの影響を受けている。

- 2002年9月23日、『王様と私』のキャスト・レコーディングの『Getting to Know You 』はCBSのシチュエーション・コメディ『The King of Queens 』第5シーズン第1回のエピソード『Arthur, Spooner 』のサウンドトラックで使用された。